# باري سيلفر
باري سيلفر هو سياسي أمريكي، ولد في 18 نوفمبر 1956 في ماونت فيرنون في الولايات المتحدة. نشط حزبياً في الحزب الديمقراطي. وقد انتخب عضو مجلس نواب فلوريدا ‏.